# Jakob Balde
Jakob Balde, també conegut en francès com a Jacques Baldé, (Ensisheim, Alsàcia, 3 de gener de 1604 - Neuburg an der Donau, Baviera, 9 d'agost de 1668) fou un poeta en llengua llatina i religiós jesuïta alemany.

## Biografia
Estudià a l'escola dels jesuïtes d'Ensisheim i, més tard Filosofia i Dret a Ingolstadt, Baviera, quan esclatà la Guerra dels Trenta Anys. Fou professor de retòrica a les universitats de Múnic i Innsbruck. De 1638 a 1640 fou prosèlit de la cort del duc i elector Maximilià I de Baviera a Múnic. Més tard va decidir emigrar, primer a Landshut, després a Amberg i l'any 1654 a Neuburg an der Donau. Pel seu estil barroc, Sigmund von Birken el va anomenar l'«Horaci alemany».

## Obres
- De vanitate mundi (1636)
- Batrachomyomachia (1637)
- Agathyrsus (1638)
- Epithalamion (1635)
- Le prix de l'honneur (1638)
- Lyrica-epodi (1643)
- Sylvae (1643)
- Agathyrsus teutsch (1647)
- Medicinae gloria (1651)
- Jephtias (1654)
- Satyra contra abusum tabaci (1657)
- Torvitatis encomium, mit dissertatio de studio poetico (1658)
- Solatium podagricorum (1661)
- Urania victrix (1663)